# Ornithocythere gypodes
Ornithocythere gypodes är en kräftdjursart som beskrevs av Hobbs III 1969. Ornithocythere gypodes ingår i släktet Ornithocythere och familjen Entocytheridae. Inga underarter finns listade i Catalogue of Life.